# Чунихин, Нариман Евгеньевич
Нариман Евгеньевич Чунихин (12 мая 1929, Знаменское, Центрально-Чернозёмная область — 6 декабря 1995, Екатеринбург) — советский и российский дирижёр. Заслуженный деятель искусств РСФСР (15.11.1973).

## Биография
Родился в семье учителей. Детство провёл в Воронеже, где его отец — историк по образованию и одаренный музыкант-самоучка, игравший на балалайке, — работал директором школы. Рано проявив абсолютный слух и удивительную память, с пяти лет начал учиться игре на скрипке и в 11 лет дал свой первый сольный концерт.
В период войны попал в оккупацию, был в партизанском отряде, был контужен. В 1944 году его разыскал и забрал в Свердловск дядя, Всеволод Шестаков, работавший секретарём Свердловского обкома партии.
В 1949 году окончил среднюю школу.
Окончил Уральскую государственную консерваторию как альтист (у Сергея Мадатова), а затем и как дирижёр (у Марка Павермана), занимался также в мастер-классе Игоря Маркевича.
С 1959 года работал художественным руководителем Свердловской филармонии, в 1970—1975 годах — главный дирижёр Симфонического оркестра Свердловской филармонии.
В 1975 году был переведен дирижером в Свердловский театр музыкальной комедии. В 1977—1980 годах работал главным дирижером Красноярского музыкального театра и преподавал в Красноярском институте искусств.
В 1980—1985 годах — главный дирижер Челябинского театра оперы и балета.
В концертах под управлением Чунихина в Свердловске и Челябинске выступали такие солисты, как Эмиль Гилельс, Давид Ойстрах, Белла Давидович, Лев Власенко, Наум Штаркман, Евгений Малинин, Станислав Нейгауз и др.
В 1985 году вернулся в Свердловск, где с 1986 года и до конца жизни работал на кафедре оперно-сценической подготовки (позднее — музыкального театра) Уральской консерватории. Доцент.
Скончался 6 декабря 1995 года в Екатеринбурге. Урна с прахом похоронена в колумбарии на Сибирском кладбище.
Дочь дирижёра — профессор Елена Федорович, автор книг о пианистах.